# Apostolisches Exarchat Argentinien
Das Apostolische Exarchat Argentinien (lat.: Apostolicus Exarchatus Argentinae) ist ein in Argentinien gelegenes Apostolisches Exarchat der melkitischen griechisch-katholischen Kirche mit Sitz in Córdoba.

## Geschichte
Im späten 19. Jahrhundert begann die erste Zuwanderung melkitischer Christen nach Argentinien. Zwei größere Zuwanderungswellen fanden zwischen den Jahren 1910 bis 1930 und 1949 bis 1950 statt. Die Mehrzahl der Migranten kamen aus dem Libanon und Syrien und siedelten sich in Rosario, in Buenos Aires und in Córdoba an. Die größte Gemeinde mit ca. 50 000 Mitgliedern gründete sich in Córdoba, hier wurde auch der Bischofssitz eingerichtet. Am 20. April 2002  implementierte Papst Johannes Paul II. das Exarchat für die Gläubigen der Melkitischen Griechisch-Katholischen Kirche in Argentinien.

## Apostolische Exarchen von Argentinien
- Georges Nicolas Haddad SMSP, 20. April 2002–19. Dezember 2005
- Abdo Arbach BC, 17. Oktober 2006–23. Juni 2012, dann Erzbischof von Homs
- Ibrahim Salameh SMSP, 15. August 2013–14. Januar 2023